# Перун (фрегат, 1783)
«Перун» («Четырнадцатый», «Святой Амвросий Мерисланский», «Амвросий Медиоланский») — парусный 44-пушечный фрегат Черноморского флота Российской империи. Участник русско-турецкой войны 1787—1791 годов.

## Описание фрегата
Парусный 44-пушечный фрегат. Длина судна составляла 39 метров, ширина по сведениям из различных источников составляла от 10,2 до 10,5 метра, а осадка — 3,6 метра. Первоначальное вооружение судна состояло из двадцати восьми 12-фунтовых, двенадцати 6-фунтовых и четырёх 3-фунтовых орудий. В 1788 году фрегат был переоборудован в «новоизобретённый» 40-пушечный фрегат с увеличением калибра орудий до 18 фунтов.

## История службы
Фрегат был заложен на Гнилотонской верфи 26 февраля 1779 года и после спуска на воду 4 апреля 1783 года вошёл в состав Черноморского флота под названием «Четырнадцатый». Строительство вели корабельные мастера О. Матвеев и И. И. Юхарин.
11 мая 1783 года перешёл с Дона в Таганрог, 18 мая — переименован в «Перун», а 13 июля пришёл в Ахтиарскую бухту. Осенью 1783 года выходил в крейсерство к берегам Крыма, с 1784 по 1786 год находился в Севастополе, а в 1787 году выходил в практическое плавание в Чёрное море в составе эскадры.
Принимал участие в русско-турецкой войне 1787—1791 годов. 31 августа 1787 года в составе эскадры контр-адмирала графа М. И. Войновича вышел из Севастополя на поиск турецких судов. Попав 8 сентября в сильный пятидневный шторм у мыса Калиакра, отбился от эскадры, потерял грот- и бизань-мачты и вынужден был вернуться в Севастополь, куда прибыл к 21 сентября.
18 июня 1788 года вновь вышел из Севастополя в составе эскадры графа М. И. Войновича, а 30 июня у Очакова русская эскадра наткнулась на турецкий флот, который пошёл к югу. Суда эскадры Войновича двинулись параллельным курсом. 3 июля 1788 года принимал участие в сражении у Фидониси.
После сражения суда эскадры до 6 июля маневрировали, с целью не подпустить турецкий флот к берегам Крыма, а к 19 июля вернулись в Севастополь. 24 августа корабли эскадры вновь вышли в море, но из-за сильного шторма вынуждены были к 27 августа вернуться в Севастополь. Со 2 по 19 ноября в составе той же эскадры принимал участие в крейсерстве у мыса Тендра, но суда противника обнаружены не были и эскадра вернулась обратно. В том же году фрегат был переоборудован в «новоизобретенный» 40-пушечный фрегат с увеличением калибра орудий до 18 фунтов и получил новое имя «Амвросий Медиоланский» («Святой Амвросий Мерисланский»).
С 18 сентября по 4 ноября 1789 года в составе эскадр Ф. Ф. Ушакова и М. И. Войновича трижды выходил в море к мысу Тендра, Гаджибею и устью Дуная, но турецкий флот избегал встреч с русскими эскадрами.
16 мая 1790 года вошёл в состав эскадры контр-адмирала Ф. Ф. Ушакова и вышел из Севастополя к Синопу, куда прибыл 21 мая. 22 мая, маневрируя под парусами, вёл обстрел турецких батарей и судов, находящихся в бухте. 25 мая вместе с эскадрой ушёл от Синопа и 29 мая подошёл к Анапе. 1 июня принял участие в бомбардировке крепости и турецких судов. После чего суда эскадры ушли в Севастополь, куда прибыли к 5 июня.
2 июля в составе эскадры вышел в море и 8 июля стал на якорь у входа в Керченский пролив. После обнаружения приближающегося турецкого флота, корабли эскадры снялись с якоря. Во время Керченского сражения фрегат шёл во второй линии в составе корпуса резерва. 12 июля эскадра вернулась в Севастополь.
25 августа эскадра вышла к Очакову на соединение с Лиманской эскадрой. 28 августа 1790 года фрегат принимал участие в сражении у мыса Тендра, после чего вместе с остальными судами преследовал турецкие корабли до темноты. Ночью по ошибке стал на якорь среди судов турецкой эскадры. Утром 29 августа снялся с якоря одновременно с турецкими судами и двигался вместе с ними, не поднимая флага и постепенно отставая от них. После чего, подняв флаг, под всеми парусами взял курс по направлению к русской эскадре. 8 сентября вместе с другими судами эскадры вернулся в Севастополь. Был признан ветхим и негодным для плаваний, в связи с чем в море больше не выходил, а 1791 году был переоборудован в магазин.

## Командиры фрегата
Командирами судна в разное время служили:
- П. Алексиано (1783 год).
- И. И. Ознобишин (1787—1788 год).
- М. Н. Нелединской (1789—1790 год).